# Сандра Ізбаша
Сандра Ізбаша (рум. Sandra Izbaşa, 18 червня 1990) — румунська гімнастка, олімпійська чемпіонка.

## Виступи на Олімпіадах
| Олімпіада   | Дисципліна        | Місце             |
| ----------- | ----------------- | ----------------- |
| Пекін 2008  | абсолютний залік  | 8                 |
| Пекін 2008  | командний залік   | 3                 |
| Пекін 2008  | вільні врави      | 1                 |
| Пекін 2008  | різновисокі бруси | 65 (кваліфікація) |
| Пекін 2008  | колода            | 16 (кваліфікація) |
| Лондон 2012 | абсолютний залік  | 5                 |
| Лондон 2012 | командний залік   | 3                 |
| Лондон 2012 | вільні врави      | 8                 |
| Лондон 2012 | опорний стрибок   | 1                 |
| Лондон 2012 | різновисокі бруси | 67 r1/2           |
| Лондон 2012 | колода            | 14 r1/2           |